# Opisthoxia alectaria
Opisthoxia alectaria là một loài bướm đêm trong họ Geometridae.